# Deutscher Schifffahrtstag
Der Deutsche Schifffahrtstag (ehemals Deutscher Seeschifffahrtstag) (DST) ist ein Forum für die Schifffahrt, den Schiffbau, die Hafenwirtschaft und alle, die sich diesen Bereichen zugehörig fühlen. Er wird in der Regel alle drei Jahre an wechselnden Orten vom Deutschen Nautischen Verein in Zusammenarbeit mit den jeweils örtlichen Nautischen Vereinen ausgerichtet. Die Bedeutung der Deutschen Schifffahrtstage wird seit 1972 durch die Schirmherrschaft des jeweiligen Bundespräsidenten unterstrichen.
| DST | Jahr | Ort                  |
| --- | ---- | -------------------- |
| 1.  | 1909 | Berlin               |
| 2.  | 1910 | Berlin               |
| 3.  | 1911 | Berlin               |
| 4.  | 1912 | Berlin               |
| 5.  | 1913 | Berlin               |
| 6.  | 1914 | Berlin               |
| 7.  | 1920 | Bremen               |
| 8.  | 1921 | Berlin               |
| 9.  | 1922 | Berlin               |
| 10. | 1923 | Berlin               |
| 11. | 1924 | Berlin               |
| 12. | 1925 | Berlin               |
| 13. | 1926 | Lübeck               |
| 14. | 1927 | Berlin               |
| 15. | 1928 | Hamburg              |
| 16. | 1959 | Bremen               |
| 17. | 1962 | Lübeck               |
| 18. | 1965 | Oldenburg            |
| 19. | 1968 | Hamburg              |
| 20. | 1971 | Bremerhaven          |
| 21. | 1974 | Wilhelmshaven        |
| 22. | 1977 | Düsseldorf           |
| 23. | 1980 | Emden                |
| 24. | 1983 | Kiel                 |
| 25. | 1986 | Cuxhaven             |
| 26. | 1989 | Husum                |
| 27. | 1992 | Bremerhaven          |
| 28. | 1995 | Kiel                 |
| 29. | 1998 | Rostock              |
| 30. | 2001 | Elsfleth             |
| 31. | 2004 | Lübeck               |
| 32. | 2007 | Emden                |
| 33. | 2010 | Cuxhaven             |
| 34. | 2013 | Wilhelmshaven        |
| 35. | 2016 | Kiel                 |
| 36. | 2022 | Bremen / Bremerhaven |

## Geschichte
Der Grundstein für den ersten Deutschen Seeschifffahrtstag wurde 1909 durch einen gemeinsamen Verbandstag des Deutschen Nautischen Vereins und dem Verband Deutscher Seeschiffer-Vereine gelegt. Die bis 1914 jährlich in Berlin durchgeführten Veranstaltungen hatten schnell die Rolle eines „Nautischen Parlaments“ übernommen. Auf den zweitägigen Beratungen wurden alle anstehenden Themen der Seeschifffahrt in Kommissionen erörtert. Die Reichsregierung griff die erarbeiteten Vorschläge und Empfehlungen auf und beachtete sie weitgehend bei den Beratungen als Gesetzgeber. Der anfangs etwas abfällig bezeichnete „Deutsche Seeschifffahrtstag“ wurde schnell zu einem geachteten Synonym für die fachliche Beratung anstehender Themen im maritimen Bereich und zu Situationsdarstellungen in Schifffahrt, Schiffbau, Hafenwirtschaft sowie der in diesem Umfeld tätigen Personen und Organisationen.
Nach einer durch den Ersten Weltkrieg verursachten Zwangspause von sechs Jahren fand 1920 in Bremen ein Neubeginn statt. Bis 1928 fanden die Deutschen Seeschifffahrtstage weiterhin jährlich statt, jetzt jedoch an unterschiedlichen Orten. Dann wurde aufgrund wirtschaftlicher Zwänge die nächste Veranstaltung immer wieder um ein Jahr verschoben und auf Grund der politischen Umwälzung 1933 endgültig zu den Akten gelegt. Erst gegen Ende der fünfziger Jahre, nachdem der Deutsche Nautische Verein 1954 seine Arbeit wieder aufgenommen und der Verband Deutscher Reeder 1957 einen Seeschifffahrtstag durchgeführt hatte, wurde 1959 mit dem 16. Deutschen Seeschifffahrtstag wieder an die Tradition angeknüpft. Dieser Neubeginn startete wiederum in Bremen und seither wird die Veranstaltung in wechselnden Hafenstädten ausgerichtet. Mit dem Ziel, das maritime Bewusstsein in Deutschland zu stärken, wurden die Deutschen Seeschifffahrtstage durch ein „Maritimes Schaufenster“ mit Schiffsbesuchen (Open Ship), Ausstellungen und weiteren Aktionen ergänzt.
Für die kommende Durchführung in Bremen und Bremerhaven kommen der Bundesverband der Deutschen Binnenschifffahrt und der Deutsche Marinebund als Partner dazu. Folgerichtig wurde der Deutsche Seeschifffahrtstag dadurch zum Deutschen Schifffahrtstag.